# .kg
.kg je vrhovna internetska domena (country code top-level domain - ccTLD) za Kirgistan. Domenom upravlja AsiaInfo Telecommunication Enterprise.

## Vanjske poveznice
- IANA .kg whois informacija  Arhivirana inačica izvorne stranice od 21. travnja 2006. (Wayback Machine)